# Nepoții gornistului
Nepoții gornistului este  o piesă de teatru istorică de Cezar Petrescu și Mihail Novicov.  În 1952 a primit Premiul de Stat pentru dramaturgie și în 1932 Premiul Național pentru Literatură.

## Personaje
- Pintea Dorobanțu / Cristea Dorobanțu
- Mura
- Miron
- Simina
- Ilieș, fratele lui Cristea
- Stanca Dorobanțu
- industriașul Dobre Răcoviceanu
- Nolly Răcoviceanu
- Andronie Ruja
- Ivan Piotrici
- Ministrul de Interne, Buricescu
- Grigore Leahu
- Eliza
- Vijelie
- Hopkins
- Maria Dorobanțu, mama lui Pintea
- Tănase Văduva
- Scripca
- Margot, fiica lui Răcoviceanu
- comisar

## Reprezentații
- 17 februarie 1953 - Teatrul Mic din București[2]
- 1959 - Teatrul Mic din București - regia Sorana Coroamă Stanca[3]

## Ecranizări
În 1953 a fost ecranizată într-un film omonim regizat de Dinu Negreanu.